# Trichothelium javanicum
Trichothelium javanicum är en lavart som först beskrevs av F. Schill., och fick sitt nu gällande namn av Vezda. Trichothelium javanicum ingår i släktet Trichothelium och familjen Porinaceae.   Inga underarter finns listade i Catalogue of Life.